# Фиерза (водохранилище)
Фиерза — водохранилище в горном районе северной Албании и Косова. Образовано плотиной на реке Дрин у села Фиерза, выше устья правого притока Вальбона. Площадь — 72 км². Объём — 2,7 км³, полезный объём — 2,3 км³, это крупнейшее водохранилище в Албании. Площадь водосбора — 11 829 км². 
Работы по строительству плотины начались в 1970 году. Сооружению плотины пытались помешать китайцы. В ноябре 1970 года Албанию посетила заместитель министра энергетики Китая, которая встретилась с министром энергетики Албании Рахман Ханку. Наполнение начато в октябре 1978 года, максимальной глубины в 130 м достигло в апреле 1981 года.
Плотина построена в 1971—1978 годах. Плотина — каменная, ядро плотины — из глины. Высота плотины — 166,5 м, длина — 308 м.  Ширина плотины — от 574,28 м в основании до 13 м в гребне, объём — 8 млн м³. На момент постройки плотина была второй по высоте в Европе среди плотин своей конструкции.
Уровень гребня плотины — 312 м над уровнем моря, уровень подошвы — 176 м над уровнем моря, верхний уровень воды  — 296 м над уровнем моря, минимальный уровень воды — 240 м над уровнем моря. Среднегодовой расход — 202 м³/с.
Пропуск воды — через два туннельных водосброса. Суммарная пропускная способность водосбросов — 2670 м³/с.
Водохранилище Фиерза — верхнее в Дринском каскаде. Ниже плотины Фиерза расположено водохранилище Комани. Его плотина построена в 1979—1985 годах, наполнение водохранилища начато в 1985 году. Суммарный объём двух водохранилищ превышает 4 км³. Также в 1967—1971 годах построена плотина водохранилища Вау-и-Дейес.
Водохранилище Фиерза используется, помимо производства электроэнергии, для регулирования годового расхода, что повышает эффективность всего каскада. Большая емкость водохранилища Фиерза позволяет накапливать воду в сезон дождей и использовать её для производства энергии в сухой сезон.

## ГЭС Фиерза
Строительство ГЭС Фиерза начато в 1970 году. Первый агрегат ГЭС Фиерза введён в эксплуатацию в 1978 году. ГЭС Фиерза введена в эксплуатацию на полную мощность в 1980 году. ГЭС Фиерза построена с использованием оборудования из Китая, но по концепции албанских инженеров. На строительстве станции было задействовано около 14 тысяч рабочих, инженеров и специалистов.
На станции установлены 4 агрегата с вертикальными турбинами Френсиса мощностью 125 МВт каждая и 3-фазными синхронными генераторами напряжением 13,8 кВ. Установленная мощность — 500 МВт, годовая выработка электроэнергии — 1300 млн кВт⋅ч, это составляет примерно 33 % производства Дринского каскада.
Построены 4 линии электропередачи (ЛЭП) напряжением 220 кВ (Фиерза — Тирана, Фиерза — Комани, Фиерза — Эльбасан, Фиерза — Призрен) и 2 ЛЭП напряжением 110 кВ (Фиерза — Байрам-Цурри, Фиерза — Фуша-э-Арезит).